# Michel Brigand
Pour les articles homonymes, voir Brigand.
 (mars 2013).
Si vous disposez d'ouvrages ou d'articles de référence ou si vous connaissez des sites web de qualité traitant du thème abordé ici, merci de compléter l'article en donnant les références utiles à sa vérifiabilité et en les liant à la section « Notes et références ».
Michel Brigand est un peintre, sculpteur, dessinateur et graveur français né à Coings (Indre) le 10 juillet 1930 et mort le 17 juillet 2025 à Céret (Pyrénées-Orientales). 

## Biographie
Il fut, à l'École Nationale des Beaux-Arts de Bourges, l'élève de Marcel Gili et Louis Thibaudet.
Il fut animateur et conseiller artistique chargé des expositions au Palais des Arts de Brest et parallèlement professeur dans les écoles d'Art de Brest (de 1965 à 1974) puis de Toulouse (1974 à 1992). Il vit et travaille dans son atelier de l'ermitage Saint Ferréol, Céret dans les Pyrénées-Orientales
Le 9 mars 2009, il reçoit les insignes de chevalier de l'ordre des arts et des lettres à Perpignan.

## Expositions individuelles
De nombreuses expositions lui ont été consacrées :
- 1973 : Musée d'Art Moderne, Céret[3].
- 1978 : Palais des Arts et de la Culture, Brest.
- 1980 : Centre Culturel Léonard de Vinci, Toulouse.
- 1981 : Hôtel de Ville de Châteauroux.
- 1982 : Palais de la Berbie, Albi.
- 1984 : Musée d'Art Moderne, Céret.
- 1987 : Galerie Protée, Toulouse
- 1987 : Fondation de Collioure, Château Royal.
- 1989 : Palais des Rois de Majorque, Perpignan.
- 1990 : Institut Français de Barcelone.
- 1991 : Librairie « Ombres Blanches », Toulouse.
- 1991 : Galerie Candillier, Paris.
- 1992 : Musée d'art Catalan, Saint Cyprien.
- 1993 : Galerie du Château, Sigean.
- 1994 : Amtshaus, Lüchow, Allemagne.
- 1994 : Galerie Simone Boudet, Toulouse.
- 1995 : Centre d'Animations Culturelles, Peyrestortes
- 1996 : Centre d'Art Contemporain, Saint-Cyprien
- 1996 : Galerie Horizon, Paris
- 1999 : Capellera Céret
- 2000 : Dôme Centre d'Art, Saint Cyprien
- 2002 : Galerie "A l'Œuvre", Montpellier
- 2003 : Galerie des Hospices, Canet en Roussillon
- 2004 : Jardin Botanique Genève (Suisse)
- 2005 : Capellera Céret
- 2008 : Galerie Olympe, Perpignan
- 2009 : Galerie Olympe, Perpignan
- 2011 : Musée-hôtel Bertrand, Châteauroux
- 2012 : Palais des Congrès, Perpignan
- 2012 : Médiathèque, Perpignan
- 2014 : "Paysages du Vallespir" au Fort Lagarde, Prats de Mollo[4] du 5 juillet 2014 au 2 novembre 2014

## Expositions collectives et collections
II a participé à la Biennale Internationale du Pastel de Saint-Quentin, aux rencontres Arts en Quercy, au Musée Ingres de Montauban et à des expositions collectives à Paris, Bourges, Kiel (Allemagne), Collioure, Vingrau (Mas Genegals).
Ses œuvres figurent dans des collections particulières dans plusieurs pays d'Europe, aux États-Unis et au Japon.
- 1965-73-92 : «Groupe de Bourges», Maison de la Culture, Bourges.
- 1971 :«Gravure Contemporaine», Palais des Arts, Brest.
- 1972 : «Art Contemporain de Bretagne», Musée Kiel, Allemagne.
- 1979-80-87 : «Rencontres Arts en Quercy», Musée Ingres, Montauban.
- 1980 : Mostre del Larzac.
- 1982 : « Autoportrait - portrait intérieur» Centre Culturel Croix Baragnon, Toulouse.
- 1987 : «Peintres d'aujourd'hui en Haute Garonne», Salle de l'Orangerie. Toulouse.
- 1987 : «Le Portrait en Catalogne», Fondation du Château Royal, Collioure.
- 1988-90-94 : «Biennale International du Pastel», Saint‑Quentin.
- 1991 : «Pour saluer le dessin - Michel Brigand, Marc Dautry, Claudine Drai, Francis Herth, Michel Moskovtchenko, Louis Pons...», Musée Ingres, Montauban
- 1993 : «L'École de Gravure de Toulouse», Villeneuve Tolosane.

## Publications et catalogues
- 1973 : Palais des Arts et de la Culture, Brest, Préface de Georges-Emmanuel Clancier.
- 1984 : Musée d'Art Moderne de Céret, préface de Pierre Cadars.
- 1987 : Fondation du Château Royal de Collioure, texte de  Denis Milhau], Conservateur en Chef du Musée des Augustins de Toulouse, de Georges-Emmanuel Clancier, de Claude Henry Joubert.
- 1987 : Le Dessin-Pastel-Aquarelle dans l'Art Contemporain, Ouvrage de Gérard Xuriguera.
- 2000 : Sculptures et dessins Texte de Claude-Henry Joubert et Jacques Damville.
- 2001 : Michel Brigand, dessins, préface de Georges-Emmanuel Clancier
- 2001 : Saint-Ferréol, Dessins de Michel Brigand, texte de Claude-Henry Joubert
- 2011 : Musée Hôtel Bertrand de la Ville de Chateauroux (Indre) lui consacre une grande exposition rétrospective - 60 ans de création.
- 2012 : La ville de Perpignan reprend la même exposition - 60 ans de création - au Palais des Congrès, salle Maillol. À cette occasion, un catalogue a été édité : commissaires: Michèle Naturel, conservatrice du Musée de Chateauroux et Elisabeth Doumeyrou, conservatrice du Musée de Perpignan.
- 2013 : Un DVD - Michel Brigand, 60 ans de création - retrace les deux expositions rétrospectives.

## Prix
- Prix de la ville de Collioure (1954)
- Prix de la ville de Montauban (1979)
- Prix Gabriel Ollivier - Fondation Pierre de Monaco (1988)

## Livres d'artiste
- 2001 : Saint Ferréol, dessins de Michel Brigand, textes de Claude Henry Joubert
- 2007 : Haïku, Issal, illustré de 12 gravures de Michel Brigand, 5 exemplaires
- 2007 : Collection Pli Arcanes, poèmes de Frédéric Jacques Temple, dessins de Michel Brigand
- 2008 : Poésies de Robert Desnos "coucher avec elle", 12 lithographies de Michel Brigand, 25 exemplaires